# Liste de photojournalistes
Cette page présente une liste de photojournalistes.
- William Daniels
- Eddie Adams
- Timothy Allen
- Sameer Al-Doumy
- Ali Hassan al-Jaber (en)
- Stephen Alvarez (en)
- Mohamed Amin
- Francis Bailly
- Esaias Baitel
- Mohammed Badra
- Pablo Bartholomew
- Patrick Baz
- Felice Beato
- Daniel Berehulak (en)
- Pyotr Bernstein
- Lieve Blancquaert
- Marcus Bleasdale (en)
- Samuel Bollendorff
- Margaret Bourke-White
- Mathew Brady
- Esther Bubley
- Dan Budnik
- Daniel Camus
- Robert Capa
- Christopher Capozziello (d)
- Kevin Carter
- Henri Cartier-Bresson
- Marion Carpenter (en)
- Martha Cooper
- Joseph Costa (en)
- Manoocher Deghati
- Michel Delluc
- Jean-Claude Delmas
- Lucas Dolega
- Ken Domon
- Sergio Dorantes (en)
- Clifton C. Edom
- Walker Evans
- Roger Fenton
- Jim Fenwick (en)
- Rowe Findley (en)
- Sean Flynn
- Corentin Fohlen
- Shiho Fukada
- Kevin Frayer (en)
- Brice Gelot
- Cédric Gerbehaye
- Vladimir Granovskiy
- Jan Grarup
- Lauren Greenfield
- Carol Guzy
- Anton Hammerl (en)
- John Harrington
- Tim Hetherington
- Kenji Higuchi
- Chris Hondros
- Henri Huet
- Bun'yō Ishikawa
- Ferzat Jarban
- Graeme Jennings (en)
- Chris Johns
- Ed Kashi (en)
- Alain Keler
- André Kertész
- Russell Klika (en)
- Gary Knight
- Naonori Kohira (en)
- Wakil Kohsar
- Dmitry Kozlov
- Yuri Kozyrev (ru)
- Bénédicte Kurzen
- Shisei Kuwabara
- Vincent Laforet (en)
- Alex Levac (en)
- Danny Lyon (en)
- Greg Marinovich
- Don McCullin
- Joseph McKeown (en)
- Spider Martin (en)
- Enrico Martino
- Yoshito Matsushige
- Susan Meiselas
- Hansel Mieth (en)
- Lee Miller
- Zoriah Miller (en)
- Hiro Muramoto
- James Nachtwey
- Kenji Nagai
- Yōnosuke Natori
- Alain Noguès
- Yoshino Ōishi
- Kosuke Okahara (en)
- Ken Oosterbroek
- Tim Page
- Georg Pahl
- Gordon Parks
- Martin Parr
- Jean Péraud
- Lucian Perkins
- Philippe de Poulpiquet
- Dith Pran
- Altaf Qadri (en)
- Noël Quidu
- Ryan Spencer Reed (en)
- Reza
- Robert Riger
- Manuel Rivera-Ortiz
- Grace Robertson
- James Robertson
- Anastasia Rudenko
- Ruth Robertson
- Didier Ruef (en)
- Shigeru Saeki
- Toshio Sakai
- Sebastião Salgado
- Luis Carlos Santiago
- Kyōichi Sawada
- Michael Schennum (en)
- Lawrence Schiller
- Gotthard Schuh
- Vladimir Sichov
- João Silva
- Ignác Šechtl (en)
- Pierre Schoendoerffer
- Josef Jindřich Šechtl
- Ragnar Th. Sigurdsson (en)
- W. Eugene Smith
- Pete Souza
- Chris Steele-Perkins (en)
- Dana Stone
- François Sully
- Jean-Louis Swiners
- Shijeru Tamura
- Samy Ntumba Shambuyi
- David C. Turnley
- Peter Turnley
- Julia Tutwiler (en)
- Nick Ut
- Stephan Vanfleteren
- Homai Vyarawalla[1].
- James Wardell
- Liste de photographes
- Photojournalisme

## Source de la traduction
- (en) Cet article est partiellement ou en totalité issu de l’article de Wikipédia en anglais intitulé « List of photojournalists » (voir la liste des auteurs).